# Duponchelia lanceolalis
Duponchelia lanceolalis là một loài bướm đêm trong họ Crambidae.